# Brent Krahn
Brent Krahn (* 2. April 1982 in Winnipeg, Manitoba) ist ein ehemaliger kanadischer Eishockeytorwart, der unter anderem bei den Lowell Lock Monsters, Omaha Ak-Sar-Ben Knights, Quad City Flames und Texas Stars in der American Hockey League aktiv war. Zudem absolvierte er ein einziges Spiel in der National Hockey League für die Dallas Stars.

## Karriere
Brent Krahn begann seine Karriere als Eishockeyspieler in der kanadischen Juniorenliga Western Hockey League, in der er von 1999 bis 2003 für die Calgary Hitmen und Seattle Thunderbirds aktiv war. In diesem Zeitraum wurde er im NHL Entry Draft 2000 in der ersten Runde als insgesamt neunter Spieler von den Calgary Flames ausgewählt. Anschließend durchlief der Torwart zahlreiche Farmteams in der Organisation der Calgary Flames. Von 2003 bis 2005 spielte er für die Lowell Lock Monsters aus der American Hockey League, parallel auch für die Las Vegas Wranglers aus der ECHL und die San Antonio Rampage aus der AHL. Von 2005 bis 2007 trat er für das neue AHL-Farmteam der Flames, die Omaha Ak-Sar-Ben Knights, sowie in der Saison 2007/08 nach deren Umsiedlung für das Nachfolgeteam Quad City Flames an.
Am 24. September 2008 unterschrieb Krahn einen Vertrag als Free Agent bei den Dallas Stars, für die er in der Saison 2008/09 sein Debüt in der National Hockey League gab, als er in einem einzigen Spiel zum Einsatz kam, das jedoch für ihn desaströs verlief. In 20 Minuten Spielzeit ließ er drei Tore bei neun Schüssen zu, ehe er vorzeitig aus dem Spiel genommen wurde. Die restliche Spielzeit verbrachte er bei den Chicago Wolves aus der AHL sowie den Las Vegas Wranglers aus der ECHL. Von 2009 bis 2011 spielte der Kanadier für Dallas’ AHL-Farmteam Texas Stars, ehe er seine Karriere beendete.

## Erfolge und Auszeichnungen
- 2000 Teilnahme am CHL Top Prospects Game